# Bandidus umbronotus
Bandidus umbronotus är en insektsart som beskrevs av Tim R. New 1985. Bandidus umbronotus ingår i släktet Bandidus och familjen myrlejonsländor. Inga underarter finns listade i Catalogue of Life.